# دينغزوو
دينغزوو (بالصينية: 定州市) هي مدينة من مدن الصين. يبلغ عدد سكانها 1,200,000 نسمة حسب إحصائيات سنة 2009. يبلغ ارتفاع المدينة عن سطح البحر قرابة 58 متر. تبلغ مساحتها 1,274 كم².